# الرباط (ردمان)

تعديل مصدري - تعديل

الرباط هي إحدى قرى عزلة المريه بني مر بمديرية ردمان التابعة لمحافظة البيضاء، بلغ تعداد سكانها 46 نسمة حسب تعداد اليمن لعام 2004.